# Ellesmere
Ellesmere je otok smješten u Arktičkom oceanu na krajnjem sjeveru kanadskog Arktika te najveći otok otočne skupine Otoci kraljice Elizabete, a površina od 196.235 km² ujedno ga čini i trećim najvećim kanadskim otokom te desetim najvećim otokom na svijetu. Po teritorijalnoj podjeli Kanade otok Ellesmere čini dio saveznog teritorija Nunavut dok regionalnom podjelom Nunavuta pripada regiji Qikiqtaaluk, poznatoj i kao Baffinova regija. Iako površinom spada među najveće svjetske otoke, Ellesmere je zbog svoje izuzetno hladne i za život nepovoljne polarne klime vječnog mraza gotovo nenaseljen te je prema popisu stanovništva iz 2021. imao samo 144 stalna stanovnika.
Prvi Europljanin koji je ugledao otok bio je britanski istraživač William Baffin 1616. godine, a 1852. ekspedicija Sir Edwarda A. Inglefielda nazvala je otok prema Francisu Egertonu, prvom Grofu od Ellesmerea. 1875. i 1876. Britanac Sir George Nares prvi je došao do sjevernog kraja otoka, a od 1881. do 1884. na Ellesmereu je boravila te s njegove istočne na zapadnu stranu prešla američka ekspedicija predvođena Augustusom Greelyjem.
Ellesmere spada među najsjevernije kopnene krajeve svijeta, a više od jedne petine njegove površine zaštićeno je kao nacionalni park Quttinirpaaq u kojem se između ostalog nalazi sedam fjordova i mnoštvo ledenjaka. Najviši vrh otoka, ali i saveznog teritorija Nunavut je 2600 metara visok Barbeau smješten u gorju Grant Land. U sjeveroistočnom dijelu Ellesmerea smješteno je najsjevernije svjetsko gorje United States Range, a sjeverni dio otoka naziva se Grantova zemlja. Ledom i ledenjacima je prekrivena površina od otprilike 80.000 km², a uz sjeverozapadnu obalu susreću se i ledeni šelfovi, uključujući i ledeni šelf Ward Hunt koji je tijekom ljeta 2002. doživio veliki raspad. Sjeverno od Ellesmerea nalazi se Arktički ocean i Lincolnovo more, na istoku ga Naresov prolaz odvaja od Grenlanda, na jugu Jonesov prolaz i prolaz Cardigan odvajaju Ellesmere od otoka Devon, a zapadno se nalazi Otok Axela Heiberga.
Najveće i zapravo jedino pravo naselje na otoku je na njegovom južnom kraju smještena inuitska zajednica Grise Fiord koja je prema popisu stanovništva iz 2021. brojala 144 stanovnika. Na otoku se sjeverno od Grise Fiorda nalaze još dva trajno naseljena mjesta. Na zapadnoj obali smještena je Eureka, mala istraživačka baza koja se sastoji od šljunčane staze za uzlijetanje i slijetanje zrakoplova duge 1474 metra, vojnog osoblja koje održava komunikacijsku opremu te meteorološke stanice i opservatorija. Ova baza trenutačno nema stalnih stanovnika već u njoj privremeno boravi osoblje od najmanje 8 članova. Još jedna baza je Alert, a smještena je na sjeveroistočnom kraju otoka na obali Lincolnovog mora, samo 817 kilometara od Sjevernog pola, i najsjevernije je trajno naseljeno mjesto na svijetu. Alert je prema popisu iz 2001. imao 5 stalnih stanovnika, ali u njemu privremeno boravi i po pedesetak članova osoblja. Baza se sastoji od stanice kanadskih oružanih snaga te meteorološke stanice i GAW-ovog laboratorija za promatranje Zemljine atmosfere, a zrakoplovno je povezana vojnim uzletištem koje ima šljunčanu stazu dužine 1676 metara.
Okolica baze Eureka poznata je po bogatoj flori i fauni koja se u takvom izobilju ne susreće nigdje drugdje na krajnjem sjeveru Arktika. Životinjski svijet se sastoji od mošusnih goveda, leminga te arktičkih lisica, vukova i zečeva, a u ljeti se na tom području gnijezde ptice poput galebova, gavrana, gusaka, pataka, sova i mnogih manjih ptica koje ovdje podižu mlade prije negoli se u kolovozu vraćaju u južnije krajeve.
Budući da se nalazi daleko sjevernije od Arktičkog kruga, otok Ellesmere ima veoma dug polarni dan i polarnu noć. U bazi Eureka sunce ne zalazi više od četiri i pol mjeseca u periodu od 10. travnja do 29. kolovoza dok polarna noć traje otprilike jednako dugo između sredine listopada i kraja veljače. U bazi Alert polarna noć traje od 14. listopada do 1. ožujka.

## Vanjske poveznice
|  | Zajednički poslužitelj ima još gradiva o temi Ellesmere |